# Васил Миков
Васѝл Мѝков Въ̀лов е български археолог – праисторик.

## Биография
Васил Миков учи в Брюксел, а впоследствие завършва история със специализация по география в Софийския университет.
През 1922 г. постъпва на работа в Народния археологически музей (днес част от Националния археологически институт с музей при БАН). Научните му интереси обхващат: археологията, праисторията, етнографията, топонимиято и историческата география. В продължение на своята активна научна дейност ръководи над 40 археологически и праисторически експедиции в различни райони на страната.
През 1924 – 1925 г. ръководи разкопките на Балбунарската селищна могила край Кубрат. През 1935 г. извършва проучвания на Малевата селищна могила при Веселиново, Ямболско. Година по-късно, през 1936 г., ръководи първите археологически разкопки на Карановската селищна могила – един от най-значимите праисторически обекти в България.
Васил Миков е и един от основните изследователи на Деветашката пещера. В периода 1926 – 1929 г. подпомага проф. Богдан Филов при проучванията на могилите край Дуванлии, а през 1931 г. и участва в изследванията на прочутата тракийска гробница при с. Мезек.
От 1946 до 1949 г. е частен доцент в Софийския университет. През 1949 г. преминава на работа в Археологическия институт при БАН, като същевременно е и уредник в Археологическия музей. От 1960 г., вече като старши научен сътрудник, Васил Миков е назначен за ръководител на секцията по праистория в Археологически институт с музей при БАН. По-късно е привлечен за член на Върховния читалищен съюз, където развива твърде активна дейност, заради което е награден със специална грамота от Комитета за култура и два ордена „Кирил и Методий“.
През 1958 г. Васил Миков е поканен да стане член на Международния съюз по пра- и протоистория (Union Internationale des Sciences Préhistoriques et Protohistoriques – UISPP), което представлява признание за научния му принос в сферата на праисторията. През 1966 г. е избран за почетен член на Югославското археологическо дружество.
Паралелно с научната си дейност Миков активно участва и в културната политика на страната – избран е за член на Комисията по изкуство и култура, където отговаря за опазване на паметниците на културата. Включен е и в редакционната колегия на специализираното издание „Архив за поселищни проучвания“ към Българската академия на науките.

## Публикации
Васил Миков е автор на значителен брой научни публикации, обхващащи широк спектър от теми – от праистория и археология до етнография и историческа география. Сред трудовете му с особено значение се открояват:
- „Предисторически селища и находки в България“ (1933);
- „Идолната пластика през новокаменната епоха в България“ (1935);
- „Произход и значение на имената на нашите градове, села, реки, планини и места“ (1943);
- „Античната гробница при Казанлък“ (1954).